# 韩建业
韩建业（？—593年2月10日），昌黎郡棘成县（今辽宁省锦州市义县西北）人，北魏、东魏、北齐、北周、隋朝官员。

## 生平
韩建业跟随高欢一起出兵太行山以东，以军功至大官，后官至领军大将军、并州刺史。
武平七年十二月丙辰（577年1月16日），周武帝宇文邕和齐王宇文宪在介休会师，北齐开府仪同三司、定南王韩建业率领整个介休城投降，周武帝封韩建业为郇国公，加上柱国。大象元年八月壬午（579年9月29日），上柱国、郇国公韩建业出任大左辅。开皇十三年春正月乙巳（593年2月10日），韩建业去世。

## 其他
河清四年（565年），北齐宫殿上的石板自行跃起，两两互相撞击。眭孟认为石头是阴类，下人的象征，殿上石头自行跃起是左右臣子和亲人背叛离开的征兆。等到周军东征，尉相愿、乞扶贵和与乞扶令和兄弟、韩建业之流，都背叛归附了北周。

## 家庭

### 六世祖
- 韩安之，东晋员外郎[1][2]

### 高祖
- 韩潜[2]

### 子女
- 韩相贵，隋朝淅巴衡三州刺史、平昌郡开国公

### 曾孙
- 韩孝城，唐朝左金吾大将军、南康公[2]